# Histioea paulina
Histioea paulina är en fjärilsart som beskrevs av Walker 1866. Histioea paulina ingår i släktet Histioea och familjen björnspinnare. Inga underarter finns listade i Catalogue of Life.